# Brossel A92 DAR-L/Jonckheere
Pour les articles homonymes, voir A92.
Le Brossel A92 DAR-L/Jonckheere est un autobus produit par Brossel et Jonckheere entre 1962 et 1967 pour la Compagnie Générale Industrielle de Transports (CGIT) de Lille.

## Histoire

### Lancement de l'autobus Brossel à Lille

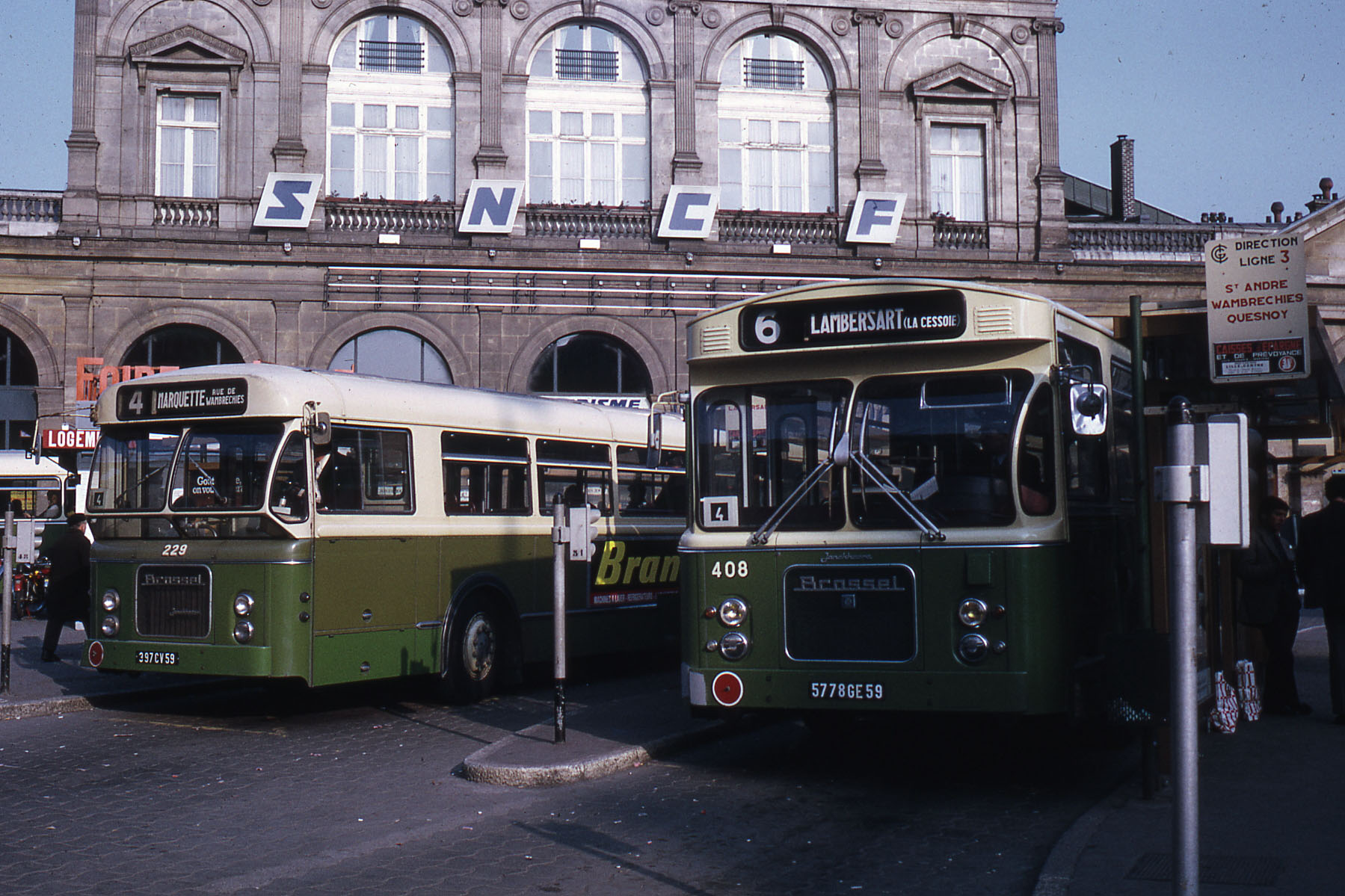
Autobus Brossel A92

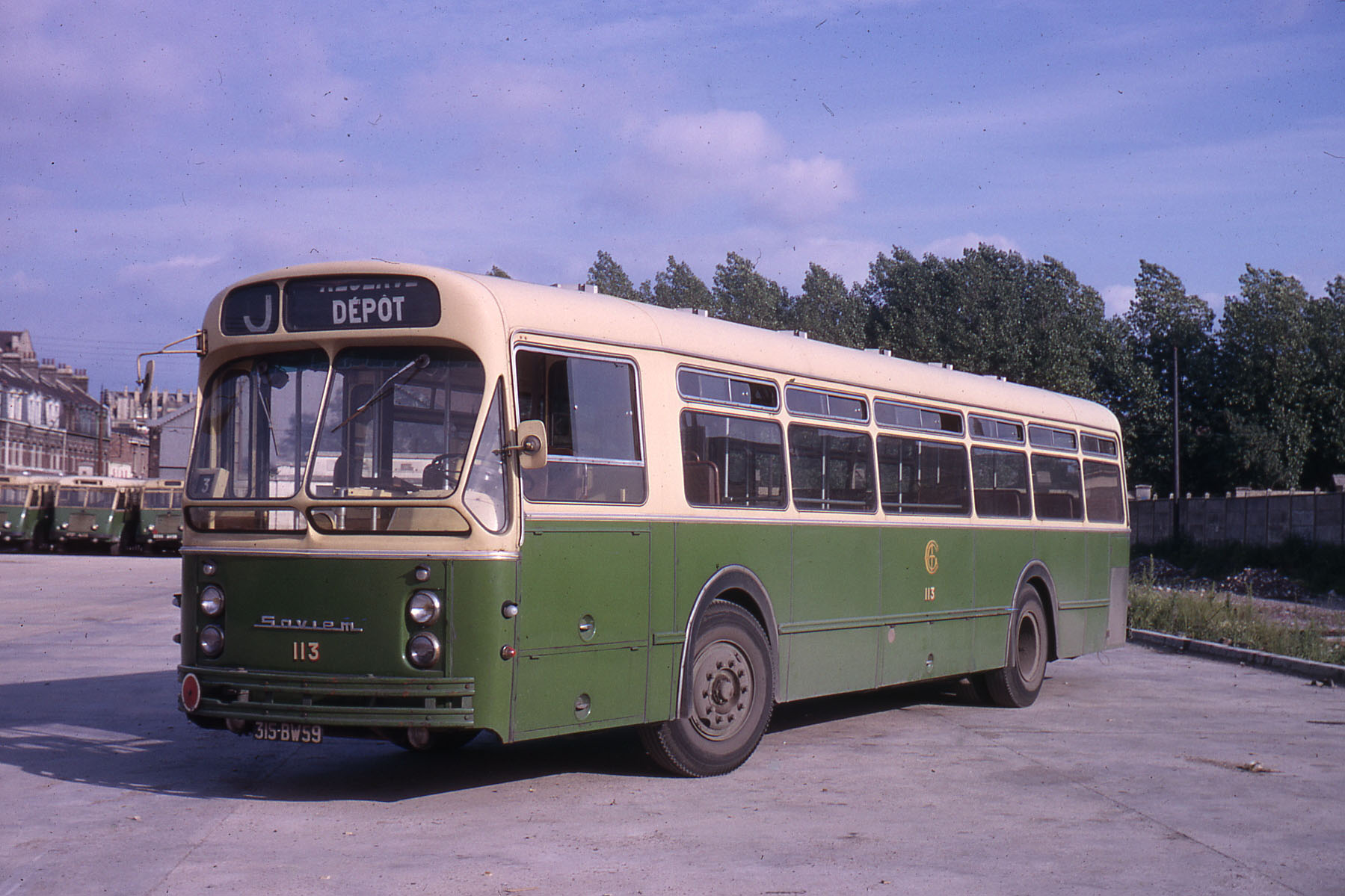
Autobus SAVIEM UI 20 de la CGIT (série 111-117) au dépôt Vauban à Lille.

En 1953, la compagnie des Tramways électriques de Lille et sa banlieue (TELB) via sa filiale la Générale Industrielle de Transports (CGIT), chargée de l'exploitation des lignes d'autobus lance des études pour l'achat d'un matériel autobus urbain prévu pour l'exploitation à agent seul. Isobloc est choisi par la CGIT pour fournir un véhicule dénommé 655 DHU. Cependant, l'entreprise est rachetée par SAVIEM qui après avoir produit sept véhicules identiques aux Isobloc mais sous la dénomination UI 20 décide d'en arrêter la production. La CGIT qui se retrouve alors sans fournisseur décide de se tourner vers le belge Brossel qui en reprenant le cahier des charges de la compagnie et les caractéristiques du 655 DHU propose un véhicule, le Brossel A92 DAR-L.

### Les différentes versions
Conçu pour répondre au cahier des charges de la CGIT, l'autobus Brossel A92 DAR-L pour autobus 92 places moteurs Diesel ARrière Lille est livrée en 3 séries au cours des années 1962 à 1967.
Il est conçu sur un châssis Brossel type A92 DAR et est carrossé par le belge Jonckheere qui travaille souvent sur les châssis du premier, il est en outre équipé comme bon nombre de châssis Brossel d'un moteur Leyland.
Il offre en réalité 100 places 28 places assises et 72 places debout.
En 1966, le châssis A92 DAR-L est remplacé par un nouveau dénommé BL55 sur lequel Jonckheere réalise un autobus dans la lignée de l'A92 DAR-L/Jonckheere, c'est le Brossel BL55/Jonckheere.

## Caractéristiques

### Caractéristiques générales
- Châssis : Brossel A92 DAR-L

### Motorisations
- diesel Leyland O400, vertical 6 cylindres, 99 kw (135 ch)

## Production
| Illustration | Réseau                         | Carrosserie    | Nombre             | Numéros | Livraison | Remarques |
| ------------ | ------------------------------ | -------------- | ------------------ | ------- | --------- | --------- |
|              | Dijon                          | Type 3, 4 ou 5 | 8[réf. nécessaire] | 101-108 |           |           |
|              | Lille - CGIT                   | Type 1         | 25                 | 201-225 | 1962      |           |
|              | Lille - CGIT                   | Type 2         | 20                 | 226-245 | 1963      |           |
|              | Lille - CGIT                   | Type 3         | 42                 | 246-287 | 1964      |           |
|              | Lille - CGIT                   | Type 4         | 60                 | 288-347 | 1965-1966 |           |
|              | Lille - CGIT                   | Type 5         | 8                  | 348-355 | 1967      |           |
|              | Valenciennes - CEN             | Type 2         |                    |         | 1963      |           |
|              | Valenciennes - CEN             | Type 3, 4 ou 5 |                    |         | 1965      |           |
|              | Cars Lafond (région lyonnaise) | Type 3, 4 ou 5 | 10                 | 201-210 | 1965-1966 |           |

## Matériel préservé
| Illustration | Association ou musée | Numéro | État            |
| ------------ | -------------------- | ------ | --------------- |
|              | AMITRAM              | 247    | statique        |
|              | AMITRAM              | 333    | roulant         |
|              | Autobus Passion      | 340    | en restauration |